# Udovice
Udovice (serbocroata cirílico: Удовице) es un pueblo de Serbia, constituido administrativamente como una pedanía de la ciudad de Smederevo en el distrito de Podunavlje del centro del país.
En 2011 tenía 1837 habitantes. Casi todos los habitantes son étnicamente serbios.
Tiene su origen en una aldea medieval cercana llamada "Podgorica", de la que se conservan algunas ruinas. Según la tradición, el topónimo local, que significa "viudas", se debe a que en el siglo XV el déspota Vuk Grgurević ordenó ejecutar a unos sesenta campesinos en Podgorica, dejando numerosas viudas. El actual Udovice se menciona en el censo de 1818 como una aldea de veinticinco casas, pero desde la segunda mitad del siglo XIX creció notablemente debido a su cercanía a la ciudad de Smederevo.
Se ubica junto a la orilla meridional del Danubio, en la periferia occidental de Smederevo, en la salida de la ciudad de la carretera 153 que lleva a la capital nacional Belgrado.